# PSR B1620-26
PSR B1620−26是位於天蠍座的球狀星團M4內的聯星系統，距離3,800秒差距。這個系統由一顆脈衝星( PSR B1620−26 A)和一顆白矮星( WD B1620−26或PSR B1620−26 B)組成。截至2000年，該系統還被證實有一顆系外行星圍繞著這兩顆恆星運行。

## 歷史
聯星系統(三合星包括被稱為行星的同伴)就在球狀星團核心之旁。根據估計，這個星團的年齡約為122億年。因此，這也是兩顆恆星和行星誕生年齡的估計。
對於這個不尋常的恆星系統命名規則有一個小小的爭議。一方認為命名聯星的A/B約定具有優先權，因此脈衝星命名為PSR B1620−26 A，白矮星伴星為PSR B1620−26 B，行星為PSR B1620-26b。另一方認為PSR只適用於脈衝星的恆星，而不適用於伴星的白矮星。因此，白矮星應該用WD的慣例命名，即脈衝星是"PSR B1620−26"，白矮星是"WD J1623−266"，行星是"PSR B1620−26 b"。早期的文章使用第一種命名法則，但是星表都使用第二種命名法。最近的提議提供類似的命名法，以PSR B1620−26 (AB)b命名行星，括弧中的大寫字母A和B識別這是聯星系統的兩顆恆星，後面小寫的b表示是繞行這兩顆恆星的系外行星。, 在實務上，細讀上下文可以清楚的表明，是指脈衝星、白矮星、行星，還是整個系統。

## 白矮星
白矮星的質量是0.34太陽質量；運行軌道對主星傾斜55°。

## 行星系統

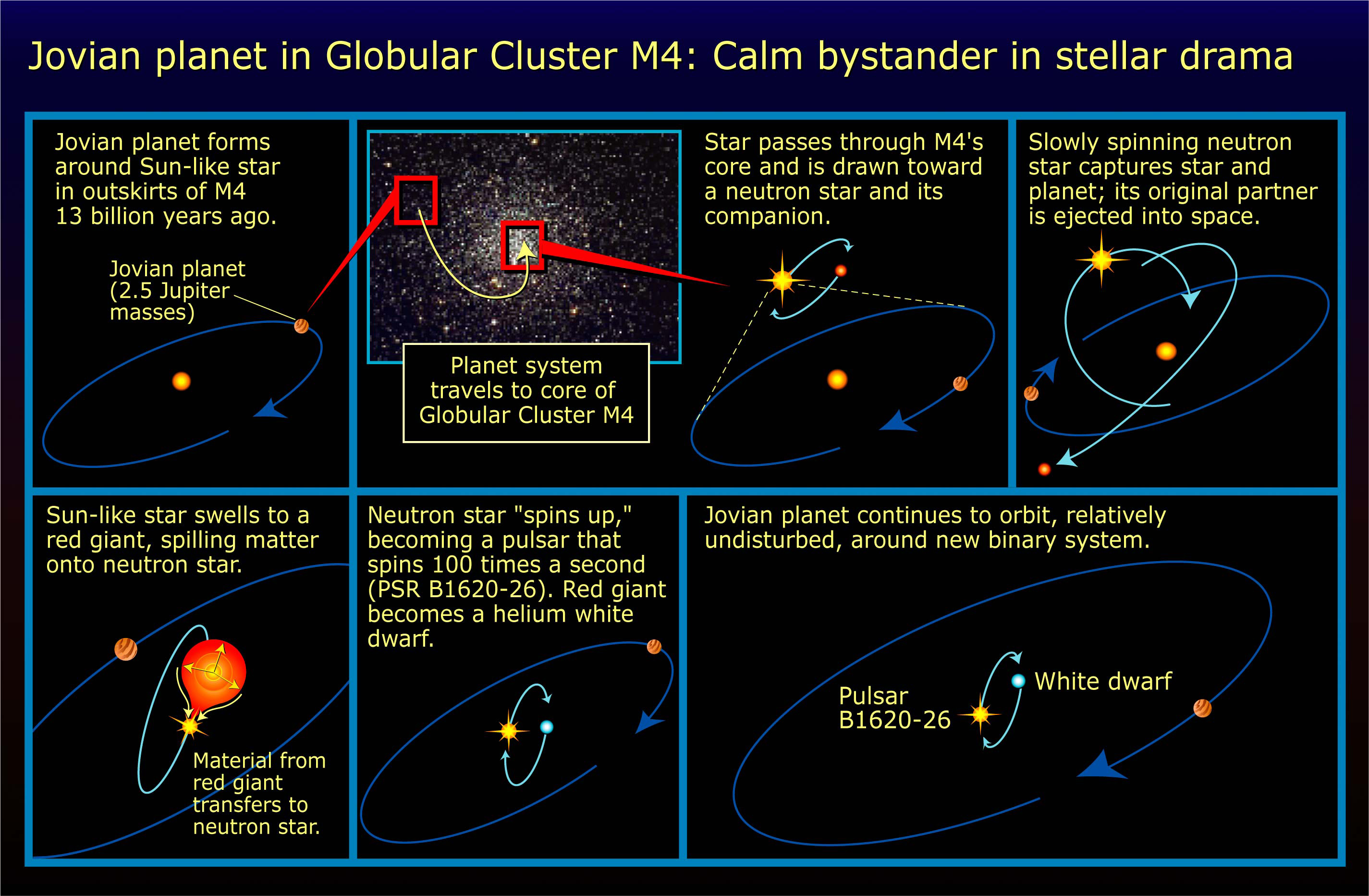
PSR B1620−26系統的演變。

PSR B1620−26 b最初是通過它的軌道對其所繞行恆星的軌道產生的都卜勒頻移 (在這種情況下，脈衝星的視脈動週期發生的變化。) 探測到的。
在1990年代初期，由Donald Backer領導的一組天文學家在研究他們所認為的脈衝星聯星時，確認需要第三個天體才能解釋他們所觀察到的都卜勒頻移。在幾年內，這顆行星對脈衝星和白矮星軌道的引力效應已竟被量測出來，從而估計出第三個天體的質量。但這個天體太小了，不可能是恆星。在1993年，Stephen Thorsett和它的合作夥伴宣布第三個天體是行星的結論。
| 成員 (依恆星距離) | 质量       | 半長軸 (AU) | 轨道周期 (天) | 離心率 | 傾角     | 半径 |
| ----------------- | ---------- | ----------- | ------------- | ------ | -------- | ---- |
| b                 | 2.5 ± 1 MJ | 23          | ~36,500       | low    | 55−8+14° | —    |

## 外部連結
- SolStation: PSR B1620-26 （页面存档备份，存于）
- SPACE: Oldest Known World Conjures Prospect of Ancient Life （页面存档备份，存于）